# Vlkov nad Lužnicí

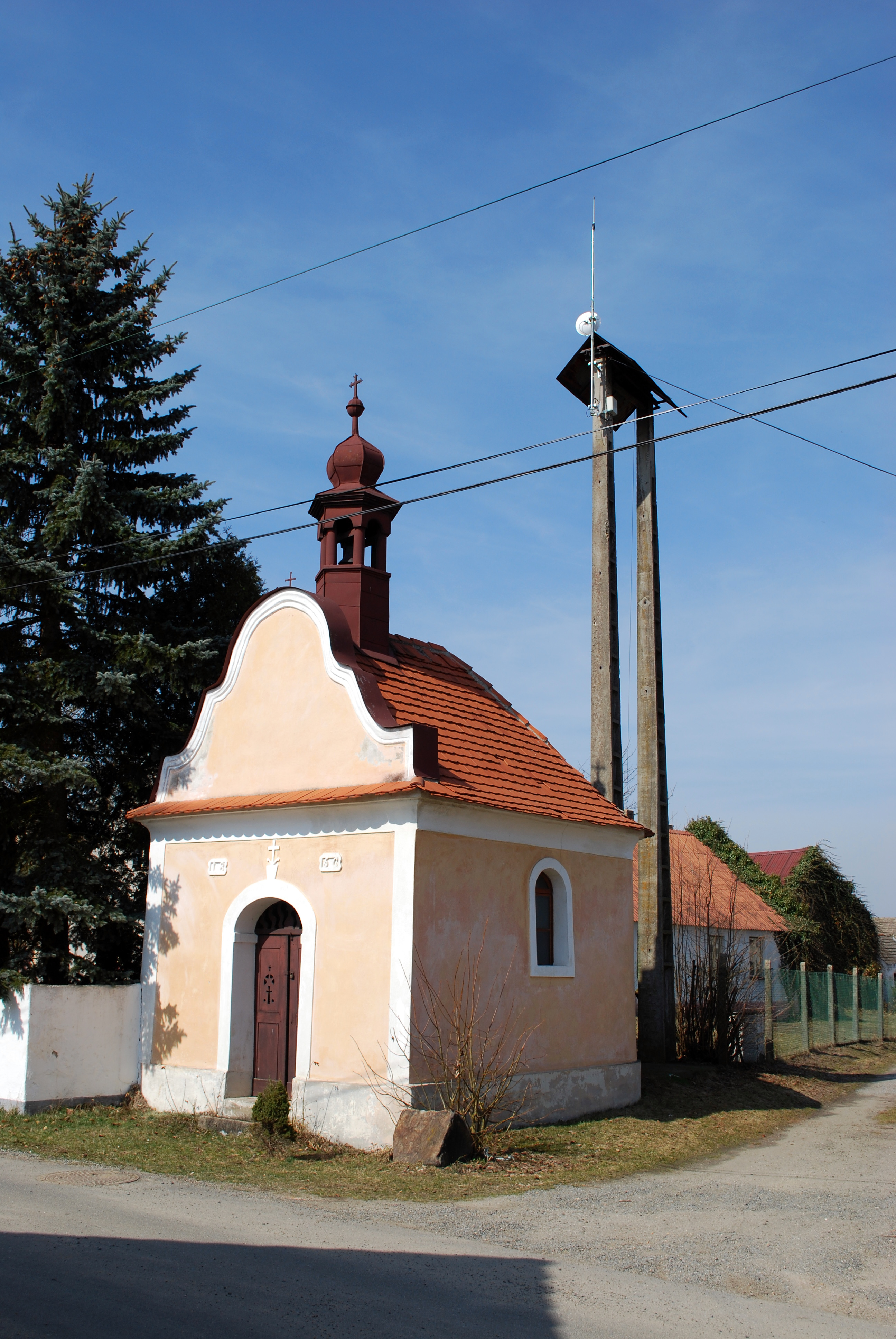
Kapelle auf dem Dorfplatz

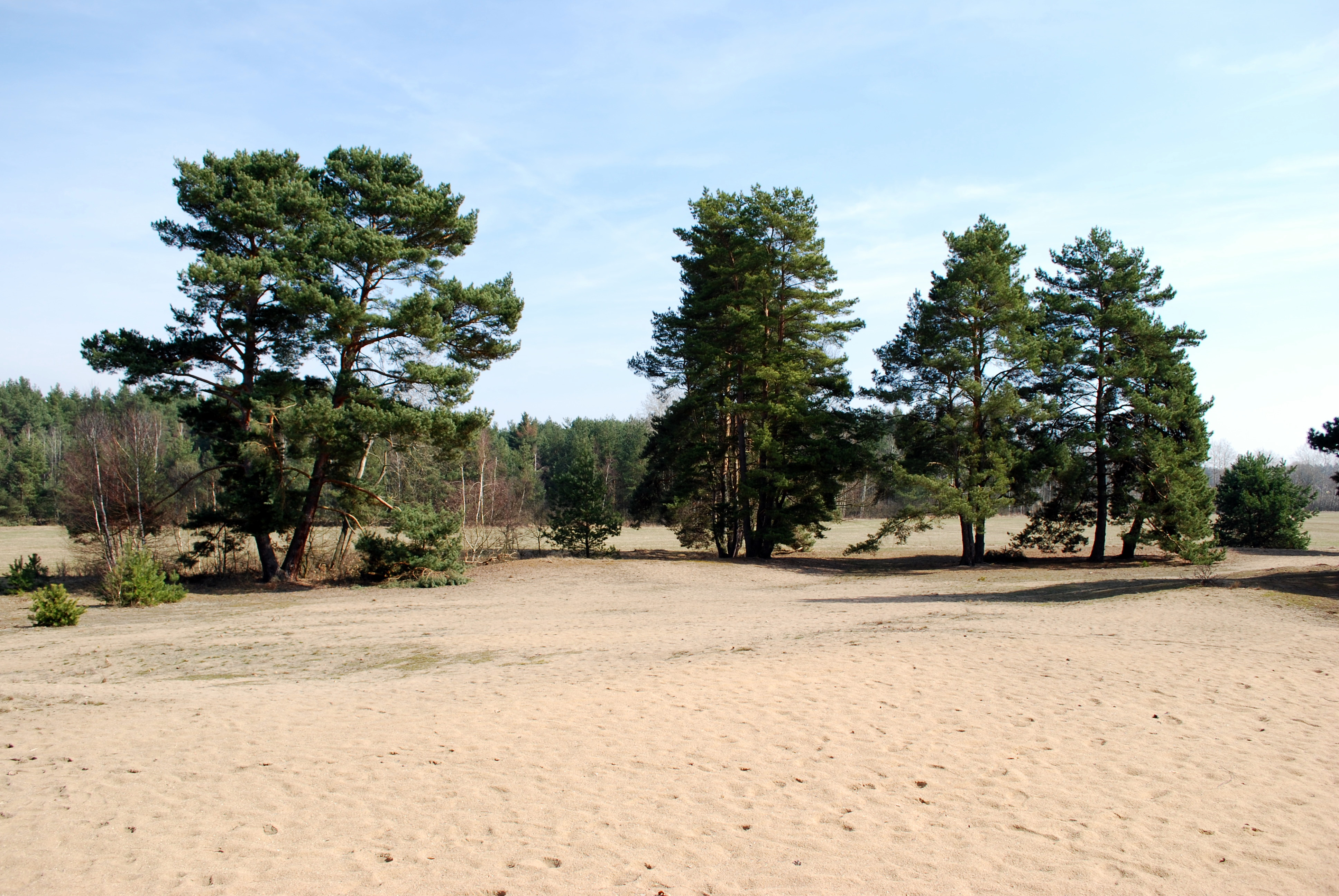
Naturschutzgebiet Sanddüne

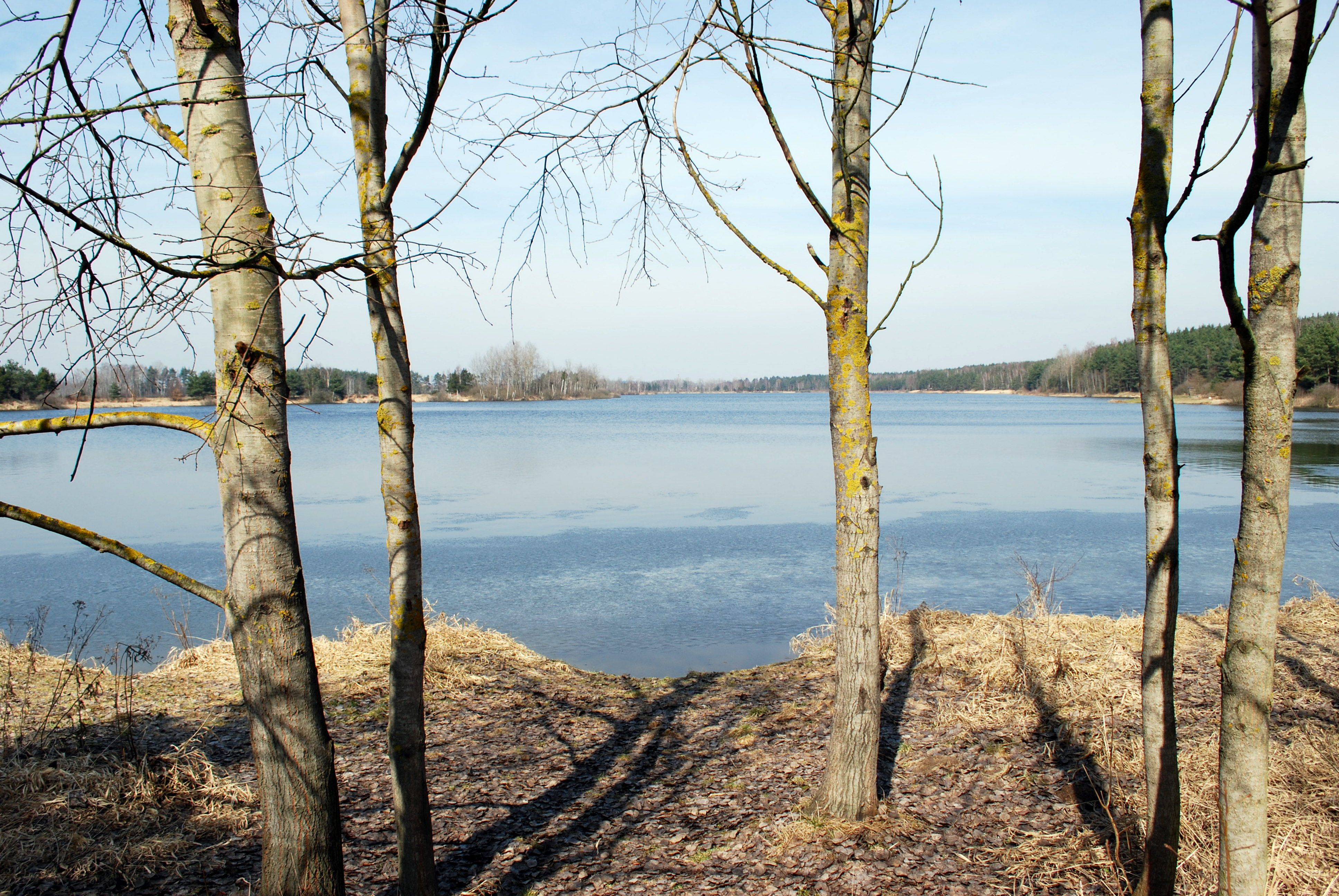
Baggersee Vlkovská pískovna

Vlkov (deutsch Wilkow, früher Wlkow) ist eine Gemeinde in Tschechien. Sie liegt fünf Kilometer südwestlich von Veselí nad Lužnicí in Südböhmen und gehört zum Okres Tábor.

## Geographie
Vlkov befindet sich umgeben von Teichen sowie Eichen- und Kiefernwäldern am rechten Ufer der Lainsitz im Wittingauer Becken. Östlich liegt der Teich Vlkovský rybník, südlich die Krajina, im Westen der Švarcenberk und der Horusický rybník. Gegen Nordosten erstreckt sich beiderseits des Flusses eine Kette von fünf Baggerseen. Im Osten erhebt sich der Hügel U Výra (426 m). Durch Vlkov führt die Bahnstrecke České Velenice–Praha, westlich verläuft die Straße I/24 zwischen Třeboň und Veselí nad Lužnicí.
Nachbarorte sind Veselí nad Lužnicí, Mezímostí nad Nežárkou, Tyršova čtvrť, Mlýn Křkavec, Dehetník und Zlukov im Norden, Drahov im Nordosten, Hamr und Val im Osten, Vyšné, Vršková und Bašta im Südosten, U Nohavů, U Vohnoutků, Frahelž und Ponědraž im Süden, U Hlávků, Měruše, Ponědrážka, Lhota und Dynín im Südwesten, Bošilec im Westen sowie Horusice und Podhrázský Mlýn im Nordwesten.

## Geschichte
Vlkov und der Hof Dehetník entstanden zusammen mit Hamr und Val im 13. Jahrhundert im Zuge der Besiedlung der Urwälder in der Lainsitzniederung. Der Name Dehetník deutet darauf hin, dass der Ursprung des Hofes eine Pechsiederei war. Nachdem das zum Gut Hammer und Wall gehörige Dorf Vlkov während des Dreißigjährigen Krieges verödete, erfolgte 1654 seine Wiederbesiedlung. Im Jahre 1729 erwarb Adam Franz Fürst zu Schwarzenberg das Gut Hammer und Wall und schloss es an seine Herrschaft Wittingau an. Im Jahre 1840 bestand Wlkow aus 19 Häusern mit 196 Einwohnern. Zu dem Dorf gehörte der herrschaftliche Meierhof Dehetnjk. Pfarrort war Hammer. Bis zur Mitte des 19. Jahrhunderts blieb das Dorf immer dem Gut Hammer und Wall untertänig.
Nach der Aufhebung der Patrimonialherrschaften bildete Vlkov/Wlkow ab 1850 mit dem Ortsteil Hamry eine Gemeinde in der Bezirkshauptmannschaft Třeboň/Wittingau und dem Gerichtsbezirk Veselí nad Lužnicí. Im Jahre 1871 nahm die Eisenbahn Gmünd-Prag den Verkehr auf. Im Jahre 1874 wurde das Dorf von Hamr nach Veselí umgepfarrt. Zugleich bildete Hamr eine eigene Gemeinde. Nach der Aufhebung des Okres Třeboň wurde Vlkov 1948 Teil des Okres Soběslav. Dieser wurde 1961 wieder aufgelöst und das Dorf dem Okres Tábor zugeordnet. Zwischen 1952 und 1986 erfolgte in den Sandbänken an der Lainsitz zwischen Vlkov und Veselí nad Lužnicí ein intensiver Kiesabbau, nach dessen Einstellung entstanden aus den Kiesgruben die Seen Vlkovská pískovna, Jezero Veselí, Jezero Veselí I., Jezero Horusice und Jezero Horusice I. Am 1. Juli 1980 wurde Vlkov nach Veselí nad Lužnicí eingemeindet. Nach einem Referendum löste sich das Dorf zum 24. November 1990 wieder los und bildet seither eine eigene Gemeinde. Vlkov ist heute ein Erholungsort.

## Gemeindegliederung
Für die Gemeinde Vlkov sind keine Ortsteile ausgewiesen. Zu Vlkov gehören die Feriensiedlung Budy und die Einschichten Dehetník und Hlavičky.

## Sehenswürdigkeiten
- Kapelle der hl. Dreifaltigkeit und des hl. Johannes von Nepomuk auf dem Dorfplatz
- Baggerseen Vlkovská pískovna, Jezero Veselí, Jezero Veselí I., Jezero Horusice und Jezero Horusice I; sie dienen heute der Erholung und dem Wassersport
- Naturschutzgebiet Vlkovský přesyp, die nordwestlich des Dorfes gelegene Sanddüne mit wärmeliebender Fauna und Flora ist seit 1954 geschützt
- Naturschutzgebiet Kozí vršek, Gneishügel mit einzigartiger Population der Frühlingsküchenschelle am nördlichen Ortsausgang, er wurde 1924 unter Schutz gestellt